# Constantino Chiwenga
Constantino Chiwenga, né le 25 août 1956, est un général d'armée et homme d'État zimbabwéen, commandant des Forces de défense du Zimbabwe jusqu'en 2017. Il est premier vice-président de la République depuis le 28 décembre 2017.

## Biographie

### Jeunesse
Il est né le 25 août 1956 dans le district de Wedza dans la province du Mashonaland oriental. Il reçut une éducation jusqu'au Form 4 à la mission St Mary de Hwedza avec le maréchal de l'armée de l'air Perence Shiri et le brigadier général Shungu. Le 29 juillet 2016, il changea son nom en Constantino Guveya Dominic Nyikadzino Chiwenga.

### Guerre du Bush de Rhodésie du Sud
Il participa à la guerre à partir de 1973. Il suivit un entraînement au Mozambique comme militant de la ZANLA. Il adopta le nom de guerre de « Dominic Chinenge ». Il monta en grade et devint commandant provincial pour les provinces de Masvingo et Gaza et adjoint du commissaire provincial George Chiweshe. Il fut ensuite promu au Haut Commandement en 1978 à la fonction de vice-commissaire politique de la ZANLA aux côtés de Josiah Tungamirai.

### Carrière dans l'armée zimbabwéenne
Chiwenga faillit être renvoyé de l'université du personnel pour avoir triché.
En 1981, il est présent dans la nouvelle armée nationale du Zimbabwe comme brigadier commandant la première brigade à Bulawayo. Il devint ensuite major général et repris son nom original de Constantine Chiwenga. À la formation des forces de défense du Zimbabwe en 1994, il fut promu lieutenant-général et devint commandeur de l'Armée nationale du Zimbabwe (ANZ). Après la retraite du général Vitalis Zvinavashe en 2004, il fut promu au rang de commandeur des Forces de défense du Zimbabwe.
Il est le président du Joint Operations Command, qui comprend le commandeur de l'ANZ, les services de prisons, de la Central Intelligence Organisation, de la police de la République du Zimbabwe et des forces aériennes du Zimbabwe. Il participa activement au programme de réforme du territoire du Zimbabwe et a bénéficié des expropriations grâce à une ferme près de Harare. Lui et sa femme sont sur la liste des officiels zimbabwéens qui ne sont pas autorisés à entrer dans l'Union européenne et aux États-Unis.

### Coup d’État de 2017
Le 13 novembre 2017, après le renvoi du vice-président Emmerson Mnangagwa de la semaine précédence, Chiwenga publie un communiqué de presse critiquant ceux qui étaient responsables de la démission des officiels gouvernementaux dans le parti ZANU-PF. Il prévient alors que les forces armées seraient forcées d'intervenir si la « purge » continuait. En réponse, le porte-parole du ZANU-PF, Simon Khaya-Moyo publie un communiqué de presse accusant Chiwenga de comportement similaire à de la traîtrise. Le 14 novembre, il fait manœuvrer des chars autour d'Harare, la capitale du Zimbabwe. Dans la nuit du 14 au 15 novembre, avec le général Sibusiso Moyo, ils font entrer une colonne de blindés dans la capitale et prennent tous les points politiques importants de la ville, ainsi que le siège de la radio-télévision nationale et la résidence privée de Robert Mugabe. En-dehors d'une fusillade à côté de la maison de R. Mugabe, l'opération se déroule sans combat. Au matin du 15 novembre, Sibusiso Moyo apparaît à la télévision nationale, niant avoir mené un putsch - puisque Robert Mugabe n'a pas été formellement destitué de son titre de président même s'il a perdu le pouvoir réel - et avoir assignés à résidence Robert et Grace Mugabe, trois ministres de la faction politique G40 du parti ZANU-PF, et le chef des jeunes du ZANU-PF. Le coup d'État se finit sur la démission de Robert Mugabe de la présidence du Zimbabwe, alors remplacé par son ex-vice-président Emmerson Mnangagwa.

### Retrait de la vie militaire et entrée dans la vie politique
Constantino Chiwanga prend sa retraite et quitte l'Armée le 20 décembre 2017. Le général Philip Valerio Sibanda est alors promu commandant de l'Armée nationale pour le remplacer. Le 23 décembre, le nouveau président Emmerson Mnangagwa nomme Chiwanga comme vice-président du ZANU-PF, ce parti étant toujours au pouvoir. Le parti ayant deux postes de vice-présidents, l'autre poste est confié le même jour l'ex-ministre de la Sécurité intérieure longtemps en poste sous Mugabe, Kembo Mohadi.
Le 27 décembre 2017, il est nommé premier vice-président de la République, puis prête serment le lendemain 28 décembre.
Le 23 juin 2018, il est blessé lors d'une explosion visant un meeting électoral du président.

## Sources